# Hatf VII Babur
Der Hatf Babur ist der erste Marschflugkörper aus pakistanischer Produktion. Entwickelt und produziert wird er vom staatlichen pakistanischen Rüstungskonzern NESCOM (National Engineering and Scientific Commission). Er ist benannt nach dem Gründer des Mogulreiches, Babur.
Während der Operation Infinite Reach im August 1998 feuerten US-Kriegsschiffe Tomahawk-Marschflugkörper auf Al-Kaida Stützpunkte in Afghanistan, jedoch verfehlten einige ihre Ziele und schlugen in Pakistan ein. Es wird vermutet, dass diese Blindgänger analysiert und dazu benutzt wurden, den Prototyp des Babur herzustellen. Dies würde auch die optische Ähnlichkeit zwischen der Babur und der Tomahawk erklären.

## Daten
Der Babur, eine Eigenentwicklung Pakistans, kann sowohl mit konventionellen als auch mit nuklearen Sprengsätzen bestückt werden und hat abhängig vom Gewicht des Sprengkopfes eine Reichweite von 700 bis 1300 km. Er kann von Kriegsschiffen, U-Booten, Kampfflugzeugen oder landgestützten Abschussrampen gestartet werden und erreicht eine Geschwindigkeit von 880 km/h. Des Weiteren verfügt er über eine gewisse Tarnkappen-Fähigkeit und ist damit schwer von Radarsystemen zu lokalisieren. Der Babur besitzt ein komplexes und genaues Navigationssystem, das es ihm ermöglicht, auch durch sehr dichtes Terrain zu fliegen. Der Flugkörper wird von einem Strahltriebwerk und einem Booster angetrieben. Er ist sieben Meter lang und hat ein Gewicht von 1440 kg. Die Serienproduktion des Babur begann im Oktober 2005, sie untersteht dem National Defence Complex of Pakistan (Nationales Verteidigungsministerium von Pakistan).

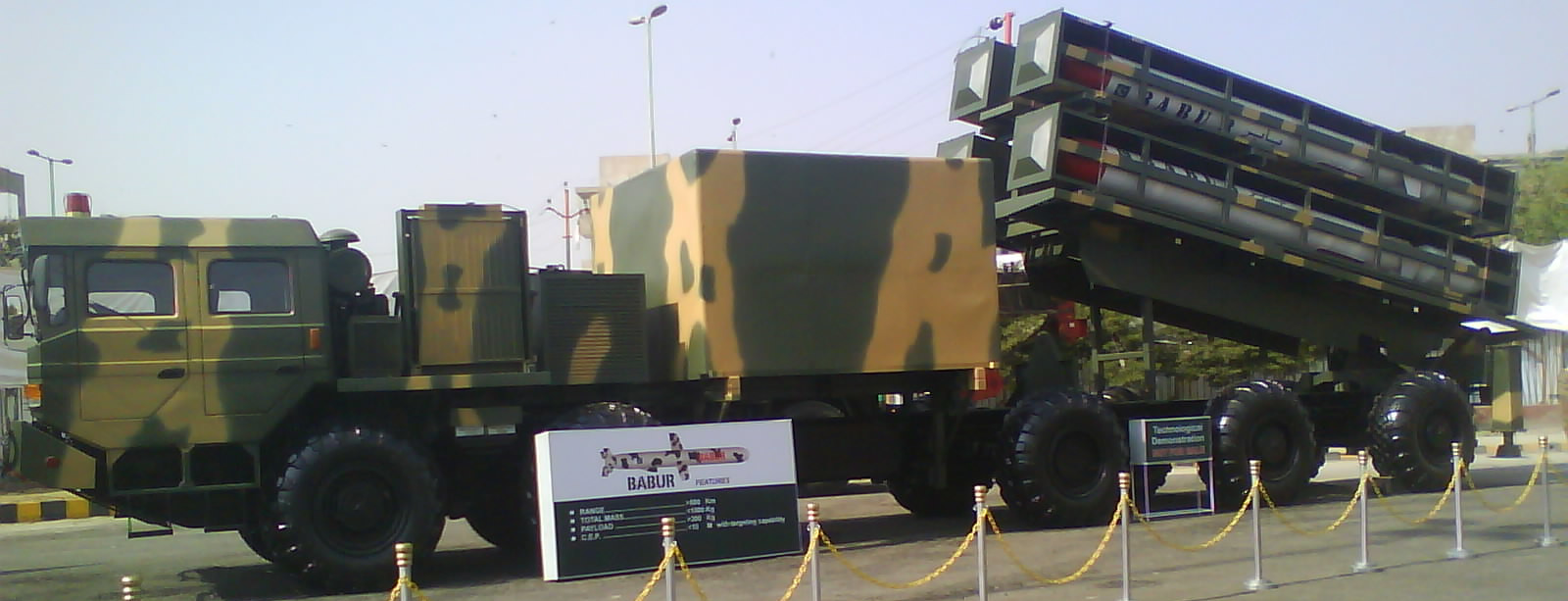
Babur-Startgerät auf einer Waffenausstellung in Pakistan, 2008

## Erprobung
Der erste Test wurde am 12. August 2005 erfolgreich durchgeführt, im Laufe des Jahres folgten weitere Tests. Der Marschflugkörper kann von der JF-17, F-16 und der A-5C der pakistanischen Luftwaffe abgefeuert werden, er wurde bereits an diesen Modellen erfolgreich erprobt. Zurzeit arbeitet man daran, den Babur kompatibel mit der J-10 der Luftwaffe und den U-Booten der Marine zu machen. Der damalige Präsident und ehemalige Armeechef Pervez Musharraf, lobte die Konstrukteure für das Beherrschen einer komplizierten Technologie. Er sagte weiterhin, dass Pakistan nicht die Absicht habe, die Waffe gegen andere Länder einzusetzen, aber bereit wäre, sich zu verteidigen.